# Pinus quadrifolia
Pinus quadrifolia ist ein kleiner, immergrüner Nadelbaum aus der Gattung der Kiefern (Pinus) mit meist zu viert wachsenden, meist 2 bis 4 Zentimeter langen Nadeln. Die Samenzapfen erreichen eine Länge von 4 bis 6 Zentimetern. Das natürliche Verbreitungsgebiet liegt im Süden Kaliforniens und im Norden Mexikos. Sie wird in der Roten Liste der IUCN als nicht gefährdet eingestuft.

## Beschreibung

### Erscheinungsbild
Pinus quadrifolia wächst als immergrüner, 10 bis 15 Meter hoher Baum oder Strauch. Der Stamm erreicht einen Brusthöhendurchmesser von 30 bis 50 Zentimetern. Das größte in den Vereinigten Staaten gefundene Exemplar wurde 1976 vermessen und hatte eine Höhe von 16,6 Metern, einen Stammdurchmesser von 70 Zentimetern und einen Kronendurchmesser von 12,8 Metern. Der Stamm ist kurz, aufgerichtet und verzweigt sich meist knapp über dem Boden. Die Stammborke ist anfangs glatt und rötlich braun und bricht später in dicken, ungefähr rechteckigen, graubraunen Platten auf, die von flachen, vertikalen und horizontalen Furchen getrennt sind. Die Äste sind aufsteigend oder ausgebreitet, Äste höherer Ordnung sind dünn. Die Krone ist dicht, anfangs konisch und wird später rundlich, bis sie sich zu einer breiten, offenen Krone bei älteren Bäumen entwickelt. Junge Triebe sind gelblich braun, haarlos oder nur sehr kurz behaart, kräftig und durch kurze herablaufende Pulvini und kleinen Schuppenblättern rau. Sie verkahlen später und färben sich grau.

### Knospen und Nadeln
Die vegetativen Knospen sind eiförmig-konisch, spitz, orangebraun und leicht harzig und meist 4 bis 8, selten bis 14 Millimeter lang bei Durchmessern von 4 bis 5 Millimetern. Die Nadeln wachsen meist zu viert, seltener zu dritt oder fünft in anfangs 5 bis 8 Millimeter langen Nadelscheiden. Manchmal findet man einige Nadelbündel mit ein, zwei oder sechs Nadeln. Die Nadelscheide bricht in sich zurückbiegenden Schuppen auf, die bald abfallen, manchmal jedoch zuvor eine Rosette bilden können. Die Nadeln sind gebogen, seltener gerade, steif, manchmal ab 1,5 meist 2 bis 4 und selten bis 5 Zentimeter lang und ab 0,8 meist 1,0 bis 1,5 und selten bis 1,7 Millimeter dick, ganzrandig und spitz-stechend. Sie sind graugrün bis bläulich grün und zeigen zwei weißliche Spaltöffnungsstreifen auf den adaxialen Seiten. Es werden meist zwei, seltener nur einer oder drei große Harzkanäle gebildet. Die Nadeln bleiben manchmal nur drei meist vier bis sieben Jahre am Baum.

### Zapfen und Samen
Die Pollenzapfen sind anfangs purpurn rot und färben sich später gelblich. Sie sind eiförmig-rundlich bis kurz zylindrisch und 7 bis 10 Millimeter lang.
Die Samenzapfen wachsen einzeln oder in Wirteln von zwei bis vier auf kurzen, dünnen Stielen, die mit dem Zapfen abfallen. Ausgewachsene Zapfen sind geschlossen eiförmig-rundlich bis rundlich, geöffnet unregelmäßig geformt, 4 bis 6 Zentimeter lang bei Durchmessern von 4,5 bis 7 Zentimetern. Die 25 bis 35 und selten bis 50 Samenschuppen öffnen sich weit, sind leicht beweglich, unregelmäßig geformt und haben eine oder zwei Vertiefungen, welche die Samen enthalten. Die Apophyse ist ockerfarben, gelblich braun bis rötlich braun, oft harzig, dick holzig, erhöht, stumpf konisch bis pyramidenförmig, quer gekielt, gerade oder zurückgebogen. Der Umbo liegt dorsal. Er ist flach oder stumpf pyramidenförmig. Die Zapfen reifen nach zwei Jahren, geben die Samen ab und fallen dann bald vom Baum.
Die Samen sind braun, schief verkehrt-eiförmig oder elliptisch, 12 bis 18 Millimeter lang und 8 bis 12 Millimeter breit. Das Integument ist mit 0,3 bis 0,5 Millimetern vergleichsweise dünn. Die Samen haben anfangs einen rudimentär ausgebildeten Flügel, der beim Freisetzen des entwickelten Samens an der Samenschuppe zurückbleibt.

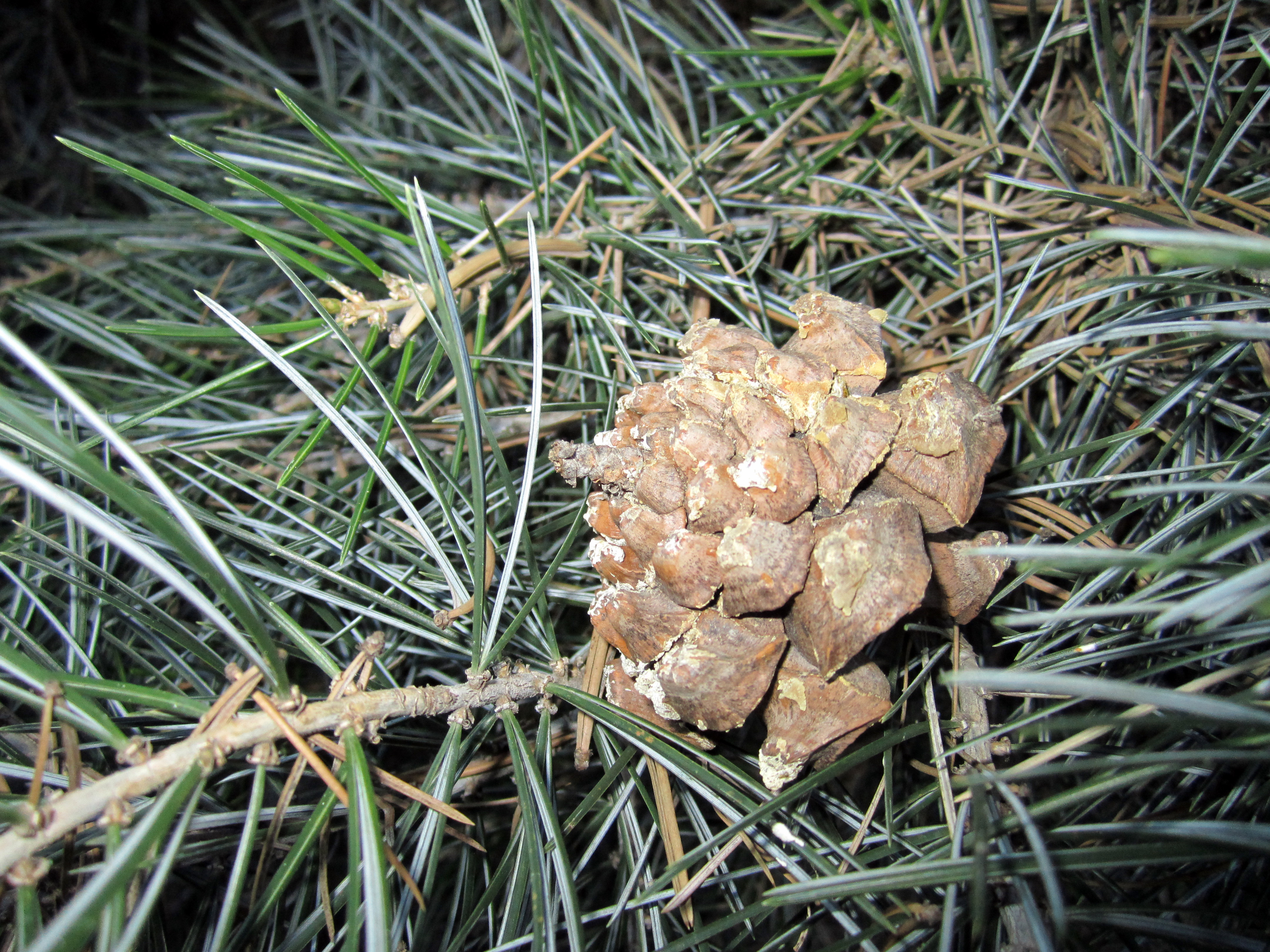
Zweig mit Samenzapfen

## Verbreitung und Ökologie

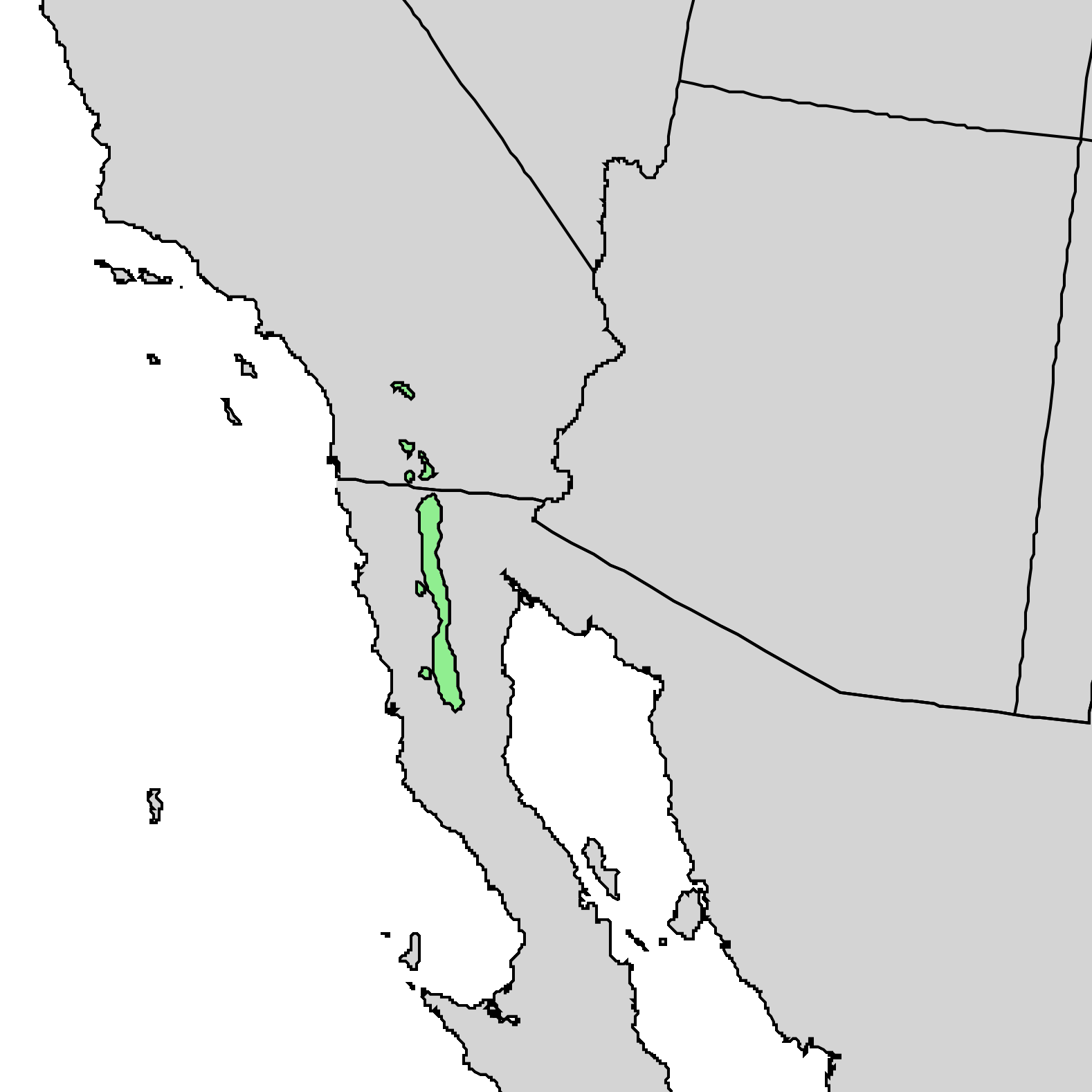
Karte des Verbreitungsgebietes

Das natürliche Verbreitungsgebiet von Pinus quadrifolia liegt in den Peninsular Ranges im Riverside County und San Diego County in Kalifornien und reicht bis zur Sierra de San Pedro Mártir in Mexiko im Bundesstaat Baja California Norte. Die Art wächst in Höhen von 900 bis 2400 Metern seltener bis 2700 Metern zwischen Chaparral und den gemischten Wäldern der Gipfelregion. Der Untergrund besteht meist aus Granit, im südlichen Teil des Verbreitungsgebiets auch aus vulkanischem Gestein. Sie wächst häufig aus Gesteinsspalten. Die jährliche Niederschlagsmenge beträgt 300 bis 500 Millimeter, der im Winter in Gewitterstürmen fällt. Frühling und Sommer bilden eine lange Trockenperiode. Das Verbreitungsgebiet wird der Winterhärtezone 7 zugerechnet mit mittleren jährlichen Minimaltemperaturen von −17,7 bis −12,3 °Celsius (0 bis 10 °Fahrenheit).
Pinus quadrifolia bildet manchmal Reinbestände und ist häufiger als die Einblättrige Kiefer (Pinus monophylla), doch wächst sie in Kalifornien oft zusammen mit dieser Art. In Mexiko findet man sie nur zusammen mit der Jeffrey-Kiefer (Pinus jeffreyi). Sonst wächst sie häufig zusammen mit dem Kalifornischen Wacholder (Juniperus californica) und der Eichenart Quercus tubinella, im Chaparral mit unterschiedlichen Sträuchern wie Vertretern der Gattungen Adenostema, der Säckelblumen (Ceanothus), Artemisia, Cercocarpus, Rhus, Eriodictyon, der Bärentrauben (Arctostaphylos) und der Palmlilien (Yucca).

## Gefährdung und Schutz
In der Roten Liste der IUCN wird Pinus quadrifolia als nicht gefährdet („Least Concern“) eingestuft. Das Verbreitungsgebiet („extent of occurrence“) ist klein, jedoch groß genug, dass daraus keine Gefährdung abgeleitet werden kann. Es sind 51 Bestände bekannt, die ein Gebiet von nur etwa 1150 Quadratkilometern bedecken („area of occupancy“), was unter die Grenze für gefährdete Arten fällt. Es gibt jedoch keine Hinweise auf einen Rückgang der Bestände. Die Bäume werden nicht zur Holznutzung gefällt und die Art ist gut an die regelmäßig auftretenden Brände angepasst. Sowohl in den Vereinigten Staaten als auch in Mexiko sind Teile des Verbreitungsgebiets geschützt.

## Systematik und Forschungsgeschichte
Pinus quadrifolia ist eine Art aus der Gattung der Kiefern (Pinus), in der sie der Untergattung Strobus, Sektion Parrya, Untersektion Cembroides zugeordnet ist. Die Art wurde 1897 von George Bishop Sudworth im Bulletin der Forestry Division des United States Department of Agriculture erstmals gültig beschrieben, wobei er einen Namen von Filippo Parlatore verwendete. Der Gattungsname Pinus wurde schon von den Römern für mehrere Kiefernarten verwendet. Das Artepitheton quadrifolia stammt aus dem Lateinischen und bedeutet vierblättrig. Es verweist auf die übliche Zahl der Nadeln je Nadelbündel. Synonyme sind unter anderen Pinus juarezensis Lanner, Pinus parryana Engelm., Pinus cembroides var. parryana Voss und Pinus cembroides var. quadrifolia (Parl. ex Sudw.) Silba.
Pinus quadrifolia ist eine sehr variable Art was die Anzahl der Nadeln je Nadelbündel betrifft, die in einem Bestand auftreten kann. Am häufigsten sind vier Nadeln, was ihr auch den wissenschaftlichen Namen einbrachte, doch gibt es Bäume die beinahe nur fünfnadelige Bündel zeigen, dreinadelige Bündel sind häufig und auch zweinadelige und einnadelige treten auf. Das führte zur Vermutung, dass es sich nicht um eine Art, sondern eine Hybride zwischen einer beinahe ausgestorbenen fünfnadeligen Art und Pinus monophylla handelt, mit deren Verbreitungsgebiet es Überschneidungen gibt. Kreuzungen der beiden Arten ergeben Bäume die meist Bündeln aus zwei oder drei Nadeln bilden, was diese Auffassung unterstützt. Andererseits zeigen genetische Untersuchungen, dass es nähere Verwandte von Pinus quadrifolia gibt als Pinus monophylla.

## Verwendung
Das Holz wird nicht wirtschaftlich genutzt, lokal jedoch als Feuerholz verwendet. Die Samen sind essbar, werden regelmäßig geerntet und auch in lokalen Märkten gehandelt. In geringem Maß wird auch das Harz genutzt. Die Art wird nur selten als Zierbaum gepflanzt, doch findet man sie manchmal in Botanischen Gärten.